# Quilmes
För andra betydelser, se Quilmes (olika betydelser).

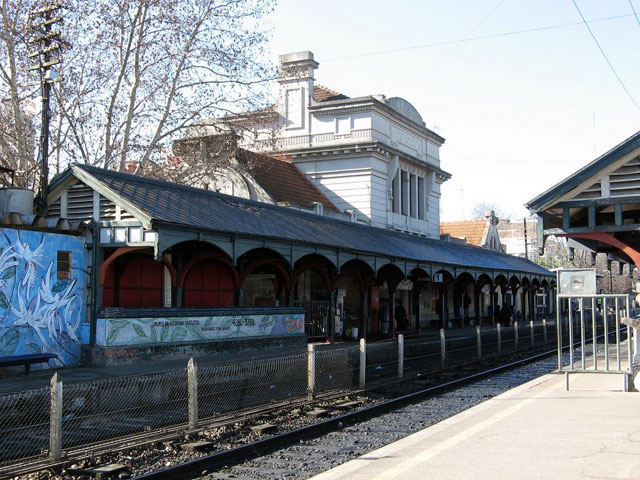
Järnvägsstationen i Quilmes.

Quilmes är en stad i utkanten av provinsen Buenos Aires.
Staden fick sitt namn av ett indianreservat på 1700-talet. Stammen Quilmes, från norra Argentina, tvångförflyttades av spanska conquistadores till nuvarande Quilmes vid floden Río de la Plata efter ett långvarigt krig. 
Quilmes hade 230 810 invånare (2001) och är känd för sitt anrika fotbollslag, ett av Argentinas första, och för landets största ölbryggeri, båda med samma namn.